# Diary (film)
Diary (Mon seung) è un film del 2006 diretto da Oxide Pang.

## Trama
Winnie Leung, una giovane donna triste e solitaria, passa le sue giornate chiusa nel suo appartamento, cucinando ed intagliando bambole di legno, mentre aspetta che il suo ragazzo Seth Lau torni a casa. Un giorno segna nel suo diario: "Oggi Seth se n'è andato senza emettere suono".
A quel punto si avventura nel mondo esterno, dove conosce un uomo di nome Ray (anch'egli interpretato da Shawn Yue), e lo invita nel suo appartamento per la cena. Gli dice che il suo ragazzo, Seth, è morto in un incidente d'auto e gli chiede di stare con lei. Ray ha pietà di lei e finisce a vivere insieme alla ragazza.
Una notte, Ray e Winnie stanno cenando a lume di candela a casa, mentre fuori piove. Toccata dal momento, Winnie rimembra la sua storia d'amore con Seth, e dice che egli è morto di cancro due anni prima. Ray è confuso e segue una discussione; per provare se stessa, Winnie tira fuori il diario e legge ciò che aveva scritto il giorno che Seth era morto. Mentre legge l'ultima paragrafo, Winnie si rivolge improvvisamente a Ray con uno sguardo spaventato negli occhi, e lo interroga sul suo amore per lei.